# Il suffit d'aimer
Pour plus de détails, voir Fiche technique et Distribution.
Il suffit d'aimer est un film français de Robert Darène sorti en 1961 sur la vie de Bernadette Soubirous.

## Synopsis
Le film raconte l'histoire de la vie de Bernadette Soubirous, élève à l'école des sœurs de Lourdes à la santé fragile.

## Fiche technique
- Réalisation : Robert Darène
- Scénario : Gilbert Cesbron
- Musique : Maurice Thiriet
- Directeur de la photographie : Marcel Weiss
- Production : Georges de La Grandière
- Durée : 90 minutes
- Date de sortie : France : 4 février 1961

## Distribution
- Danièle Ajoret : Bernadette Soubirous
- Bernard La Jarrige : François Soubirous
- Madeleine Sologne : Madame Soubirous
- Henri Nassiet : Le curé Peyramale
- Jean-Jacques Delbo : Le commissaire Jacomet
- Renaud Mary : Monseigneur Forcade
- Charles Moulin : Le brigadier
- Robert Arnoux : Docteur Douzous
- Nadine Alari : Mère Marie-Thérèse
- Françoise Engel : Sœur Damien
- Jean Clarieux : Le procureur Dutour
- Lise Delamare : La mère générale
- Blanchette Brunoy : Mère Nathalie Portat
- René Alié
- Ariel Daunizeau